# Сан-Кристобаль (холм, Сантьяго)
Сан Кристобаль, Холм  Сан-Кристобаль (исп. Cerro San Cristóbal) — холм в северной части Сантьяго. Он возвышается на 850 м над уровнем моря и на около 300 м над остальной частью столицы. Холм Сан Кристобаль был назван испанскими конкистадорами в честь св. Христофора.

## История и достопримечательности
Холм Сан Кристобаль начал использоваться в 1903 году после установки обсерватории Миллса, сегодня известной как обсерватория Мануэля Фостера, близнеца Ликской обсерватории.
На вершине холма находится храм с 22-метровой статуей Девы Марии.